# 306P/LINEAR
306P/LINEAR, o anche LINEAR 33, è una cometa periodica appartenente alla famiglia delle comete gioviane.
Al momento della scoperta, il 30 luglio 2003, fu ritenuto un asteroide ma già il giorno dopo fu scoperto che era una cometa; la sua riscoperta il 21 giugno 2014 ha permesso di numerarla definitivamente. Il suo periodo di rivoluzione fa sì che possa essere osservata bene solo ogni due orbite.